# Hrvatski Čuntić
Hrvatski Čuntić is een plaats in de gemeente Petrinja in de Kroatische provincie Sisak-Moslavina. De plaats telt 125 inwoners (2001).